# Storia di Oderzo
La voce riguarda la storia della città di Oderzo dalla sua fondazione fino ad oggi.

## Origini
La fondazione della città, che per questo è sicuramente una delle più antiche del Triveneto, si può fissare intorno all'XI secolo a.C. ad opera dei Paleoveneti: L'insediamento all'epoca si chiama Opterg, che in lingua venetica significa "Piazza del mercato".
All'epoca la zona, leggermente in collina e posta tra il fiume Monticano ed un ramo non più esistente del Piave, era attraversata da importanti rotte commerciali, essendoci già degli stanziamenti fissi probabilmente da qualche secolo, dimostrati dai ritrovamenti di resti di necropoli.
L'importante posizione strategica della zona è stata la causa, per secoli, delle fortune e delle disgrazie della città.
Scavi archeologici effettuati lungo tutto il XX secolo hanno portato alla luce parecchi reperti risalenti a quell'epoca, i più interessanti presso la cosiddetta "Mutera di Colfrancui".

## La graduale annessione a Roma
In seguito, con l'espansione a nord della Repubblica romana, Romani e veneti giungono a contatto, ed inizia un processo di pacifica e lenta "romanizzazione" della città. Testimonianza della pacifica convivenza tra i due popoli fu la realizzazione nel 148 a.C. della via Postumia, importante via di comunicazione che collegava Genova ad Aquileia attraversando tutta la Pianura Padana: i veneti accettarono che la strada attraversasse il proprio territorio, passando anche per Oderzo.
Questo accelererà l'integrazione della città, il cui nome verrà latinizzato in Opitergium.

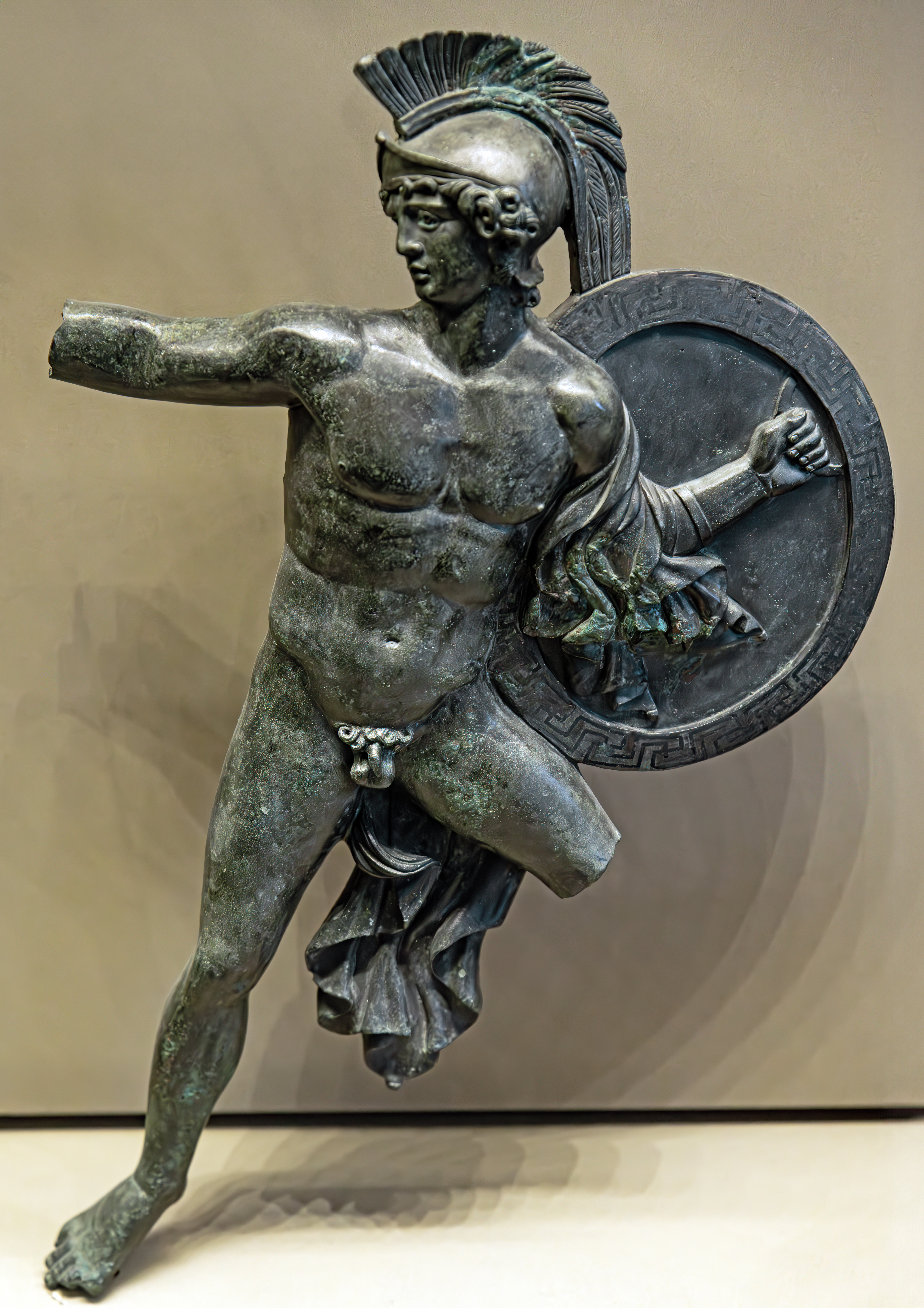
Guerriero, proveniente dall'armatura di una statua imperiale
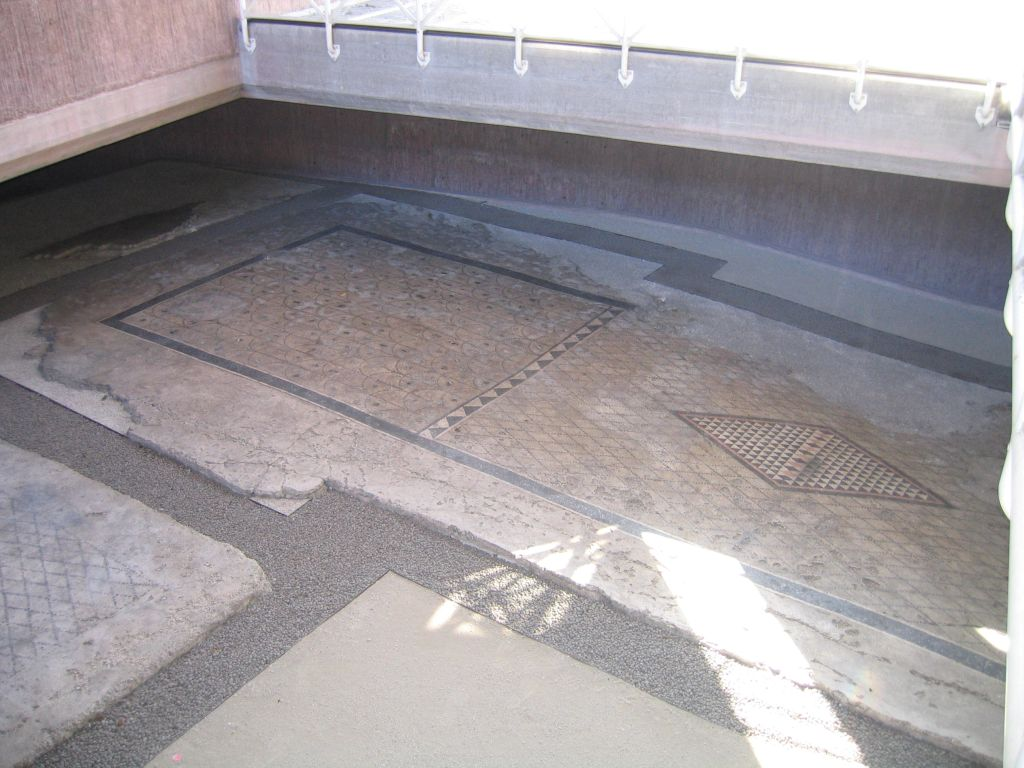
Foro Romano, resti di un'antica villa romana

### L'elevazione amunicipiumromano
Le fortune di Oderzo continuano nel I secolo a.C.: in occasione della guerra civile di Giulio Cesare contro Pompeo, Opitergium si schiera con il primo: i soldati opitergini, guidati dal centurione Gaio Volteio Capitone, preferiranno suicidarsi anziché cadere prigionieri del nemico durante una battaglia presso Fiume, nel 49 a.C.
Fu questo atto di eroismo che convinse Cesare ad elevare la città allo status di municipium e a concedere la cittadinanza romana ai suoi abitanti, all'epoca appunto piuttosto indipendenti dal potere romano. La città fu aggregata alla tribù Papiria, ed il suo territorio aumentato di trecento centurie. Capitone, prima ancora del padovano Tito Livio, è il più antico veneto di cui si conosca almeno in parte la vita.
Recenti studi, basati su alcuni rilevamenti archeologici, hanno ipotizzato che i soldati di stanza a Gerusalemme nel periodo della morte di Gesù (anni trenta) fossero originari della decima regione Venetia et Histria. Non essendo all'epoca la città di Concordia Sagittaria ancora molto sviluppata, si è giunti alla conclusione che il leggendario san Longino e gli altri soldati che interagirono con Cristo nei suoi tre anni di apostolato avrebbero potuto essere originari del territorio di Oderzo
Dopo questo evento inizia il periodo di massimo splendore della città che durerà per tutto il primo secolo d.C.: diventa così una delle più importanti città nel nord-est italiano, arrivando forse a cinquantamila abitanti, a capo di un territorio che comprendeva la zona del Veneto orientale dalla laguna, all'epoca chiamata laguna opitergina, fino alle montagne del Cansiglio, chiamate da Plinio il Vecchio i monti Opitergini, dal Piave fino al fiume Tagliamento. Si tratta, in pratica, del territorio delle attuali Diocesi di Vittorio Veneto e di Pordenone.
Dopo lo sviluppo di Julia Concordia Sagittaria, Opitergium perderà il controllo della zona dell'attuale Friuli tra il fiume Livenza ed il Tagliamento a vantaggio di quest'ultima, città di fondazione romana nelle vicinanze dell'attuale Portogruaro.

### Vie di comunicazione

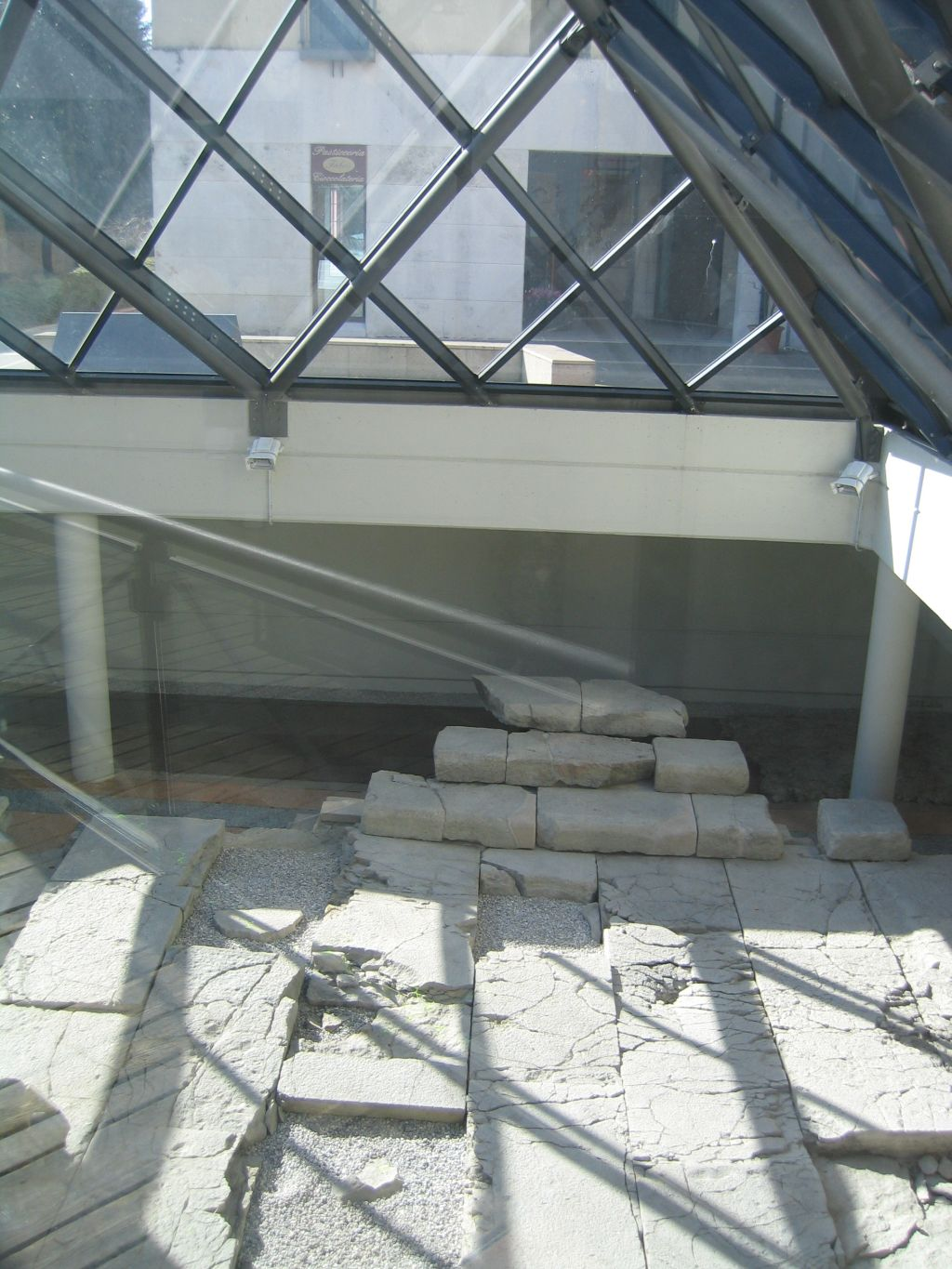
Area archeologica della Piramide

In epoca romana la città è servita da un porto fluviale, alimentato dalle acque di un antico ramo del Piave (sul cui letto nel medioevo furono scavati i canali Navisego e Piavon), e un porto marittimo, posto nelle vicinanze dell'attuale paese di Ceggia, che all'epoca si trovava in riva al mare. Nella zona gli opitergini fonderanno le attuali Eraclea e Jesolo, note località balneari del veneziano.
La città era inoltre collegata, via terra, anche con Altino (via Altinate), Serravalle, Lorenzaga, Settimo sul Livenza (attuale Portobuffolé), Trento (via Tridentina).

## L'alto medioevo
Con la diffusione del Cristianesimo Opitergium diventa sede vescovile: è curioso notare come dei cinque vescovi conosciuti della città, tre siano stati canonizzati: Tiziano, Magno e Floriano. La Diocesi di Oderzo, la quale oggi ha sede a Vittorio Veneto, ricalcava i confini amministrativi romani, e li ha mantenuti con poche varianti fino al giorno d'oggi.

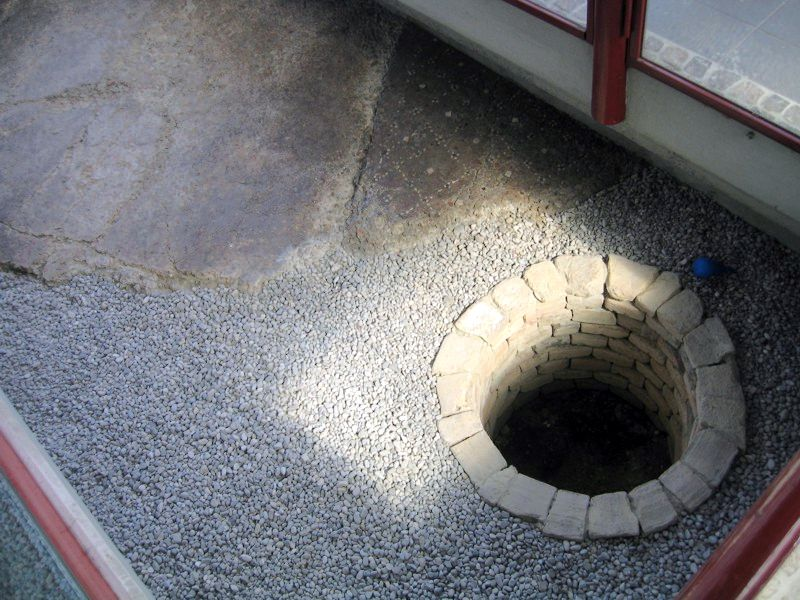
Pozzo romano, area archeologica di Via dei Mosaici

Con il declino dell'Impero romano inizia un periodo nero per la città, che verrà più volte saccheggiata e distrutta dai Barbari, a partire dai Quadi e i Marcomanni nel 167; in seguito passeranno, tra gli altri, anche i Visigoti di Alarico nel 402 e i Longobardi di re Rotari nel 643.
Controversa è l'ipotesi che la città sia stata saccheggiata dagli Unni di Attila intorno al 452: questo ha alimentato una leggenda secondo la quale gli anziani di Oderzo, venuti a sapere dell'imminente arrivo del celebre capo unno, avrebbero nascosto i tesori della città gettandoli in un pozzo. Ma il fatto che storie simili siano raccontate in altre città di fondazione romana del nord Italia prova forse l'inconsistenza storica di questa leggenda. Nonostante questo, fino in pratica alla fine della Seconda guerra mondiale, nei contratti di vendita dei terreni era solitamente inserita una clausola, la ius putei, la quale prevedeva che nel caso scavando fosse tornato alla luce il tesoro, questo sarebbe spettato di diritto al vecchio proprietario.
Nel 489 Teodorico, re degli Ostrogoti, avrebbe quindi provveduto a far ricostruire la città. Esattamente cento anni dopo, nel 589, una spaventosa alluvione muta la geografia del Veneto e della Pianura Padana: oltre all'Adige e ad altri fiumi anche il Piave muta il suo corso assumendo quello attuale, spostandosi di circa otto km a sud-ovest.
La città si trova in seguito coinvolta inevitabilmente nella guerra tra Longobardi e Bizantini per la supremazia in Italia. Nel 616 o nell'anno successivo, un periodo di tregua durato trent'anni termina improvvisamente dopo un tragico fatto di sangue avvenuto proprio a Oderzo.

### L'omicidio di Caco e Tasone
Nel 616, o nel 617, Oderzo è sotto il controllo bizantino. Il patrizio Gregorio invita a Oderzo i longobardi Caco e Tasone, figli di Gisulfo II duca del Friuli per un incontro conviviale, e giura di tagliare la barba al primo e di "adottarlo" come proprio figlio. I due giovani arrivano in città con gli amici, ma una volta entrati vengono barbaramente uccisi. Gregorio quindi scioglie il giuramento tagliando la barba alla testa mozzata di Tasone.
La vendetta arriverà cinquant'anni dopo ad opera di Grimoaldo, fratello minore dei due divenuto nel frattempo re dei Longobardi: questo raderà definitivamente al suolo la città nel 667.
Ma vista l'instabilità politica della zona e la scarsa difendibilità del centro abitato, esposto ad ogni scorribanda, la sede vescovile ed il corpo di San Tiziano (morto nel 632) erano già stati trasferiti (miracolosamente, secondo la Leggenda di san Tiziano) in una zona più sicura, prima ad Eraclea, ed infine a Ceneda, attuale Vittorio Veneto.

### L'abbandono della città

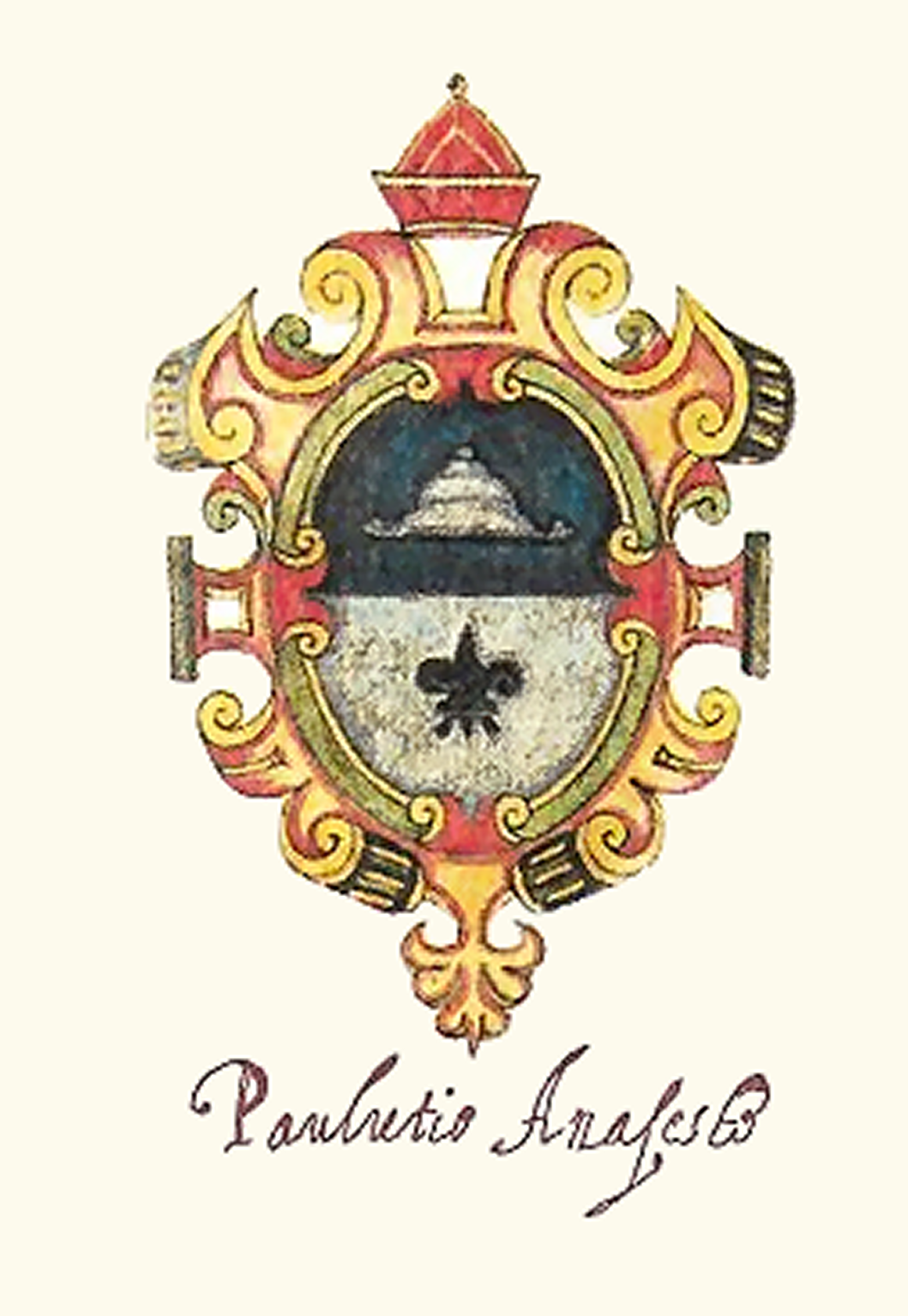
Stemma di Paolo Lucio Anafesto

Già da tempo ormai la città era semi disabitata, essendo i suoi abitanti scappati verso la laguna dove, insieme ad altri profughi provenienti da Concordia Sagittaria, Aquileia, Padova, Altino e altre città della pianura veneta, fonderanno Rialto, la futura Venezia. La nobiltà e il vescovo Magno si insediarono nella città di Melidissa, poi Heraclia (oggi Cittanova), prima sede del Ducato di Venezia alla quale Oderzo darà il primo Doge, il leggendario Paolo Lucio Anafesto.
Da quel periodo fino alla fine del millennio Oderzo non fu altro che un piccolo villaggio di agricoltori che costruiscono le loro misere case intorno ai ruderi del vecchio centro, continuamente spogliato dai primi Veneziani essendo tutto materiale utile per l'edificazione della loro nuova città.
Oderzo in seguito viene nominata in un documento solo nel 963, forse neanche come paese, ma come semplice località; col passare dei regni Oderzo era stata prima Corte Regia, poi Gastaldia Longobardica, poi Pieve nel 994. Oderzo fu distrutta nuovamente, stavolta dai Veneziani, nel 974.
Il declino della città favorirà lo sviluppo di altri centri della zona rimasti fino a quel momento in secondo piano: Treviso, Conegliano, Serravalle, Motta di Livenza, oltre appunto a Ceneda e Venezia.

## Il basso medioevo
Dopo l'anno 1000 Oderzo riprende a vivere intorno al suo nuovo castello, anche se non ritroverà mai più i fasti di un tempo. All'epoca la città si sviluppa quasi totalmente all'interno della cinta muraria. L'attuale campanile del Duomo è stato edificato sulla base di una delle quattro torri che facevano da angolo; la seconda è stata ricostruita negli anni novanta e prende il nome di "Torresin"; la terza si trovava in prossimità dell'attuale "Piramide", l'ultima, demolita intorno al 1866, vicino all'attuale rotatoria di Piazza Castello.
Nel frattempo in tutta Italia si sta diffondendo il fenomeno del feudalesimo: i Vescovi della zona iniziano ad affidare le proprie terre a ricche famiglie locali, alcune delle quali provenienti da nord.

### Le diatribe tra feudatari e Comuni
La posizione strategica della città resta immutata, tanto che nel 1089 una nobile famiglia delle Prealpi Venete, i da Montanara, si trasferisce tre chilometri a nord della città, presso il centro di Camino, edificandovi un castello e assumendo il nome della località, diventando così i "da Camino".
Per tutto il basso medioevo la città verrà contesa da autorità religiose (i Vescovi di Belluno e Ceneda), civili (il Comune di Treviso) e dalle famiglie feudali (i già citati Caminesi, gli Ezzelini e gli Scaligeri) fino a quando nel 1380 passa definitivamente sotto la Repubblica di Venezia. A Oderzo dimorava un podestà veneziano già dal 1339, quando gli fu assegnato dal Doge Francesco Dandolo.

## Il periodo veneziano, napoleonico e austriaco

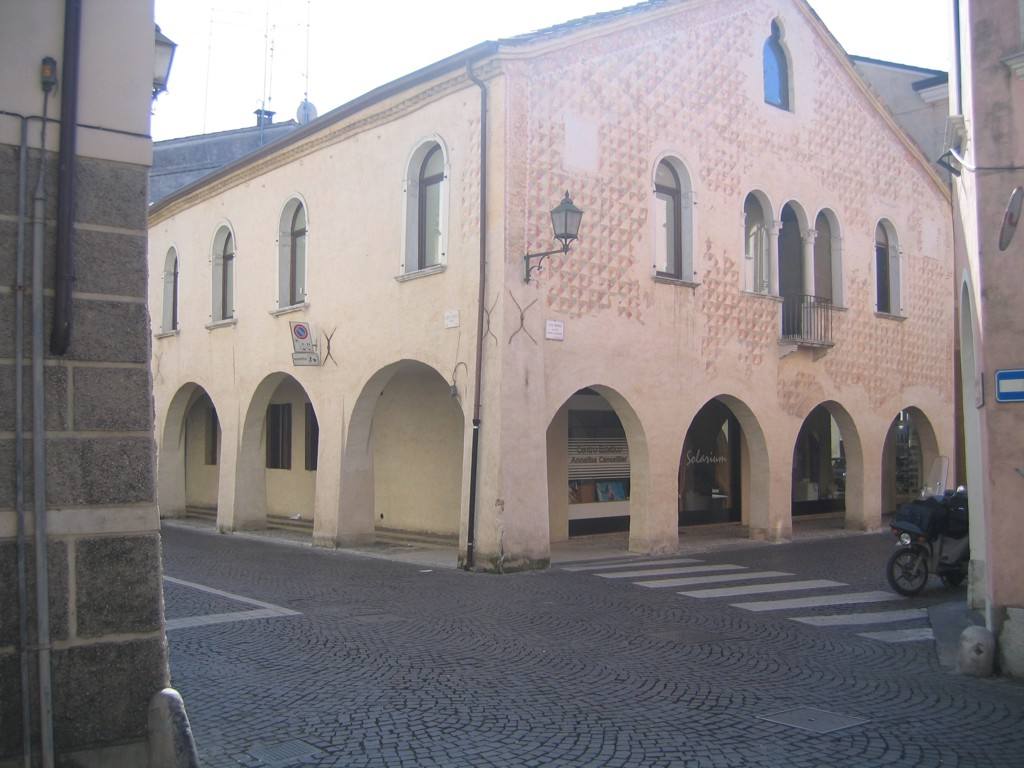
Casa anonima del XVI secolo

Sotto Venezia Oderzo viene messa a capo di un "territorio" che aveva ai confini il Piave ad Ovest, il canale Piavon ad est, il Monticano a nord e l'abitato di Campodipietra a sud.
I secoli passati sotto la dominazione veneziana non saranno particolarmente felici per la città, la quale non riuscirà mai ad uscire da uno stato di arretratezza e da un'economia quasi esclusivamente agricola: carestie ed epidemie saranno infatti la normalità per i poveri abitanti della pianura. Tra il Cinquecento e il Settecento si sviluppa l'attuale centro storico della città.
I saccheggi perpetuati dalle truppe francesi con l'arrivo di Napoleone porteranno allo stremo la popolazione, già provata da periodiche carestie ed epidemie. Per questo due illustri rappresentanti di Oderzo e della vicina Motta di Livenza, si recheranno a Campoformio (o a Villa Manin a Passariano), per chiedere un risarcimento danni, e ci riusciranno, sbandierando delle presunte origini trevigiane del generale francese: Tolberto da Camino, nobile locale marito della celebre nobildonna duecentesca Gaia, era infatti figlio di una Bonaparte.
Per gli abitanti di Oderzo le cose non cambieranno molto né sotto la dominazione francese né dopo il 1815 con il passaggio al Regno Lombardo-Veneto controllato dagli Austriaci.

## L'età contemporanea
Nel 1866 avviene il passaggio plebiscitario al Regno d'Italia: nei decenni successivi la toponomastica cittadina si riempirà di nomi di esponenti di casa Savoia. Da lì in poi, per circa un secolo, in nome del "progresso", verranno demoliti o stravolti parecchi edifici storici della cittadina.

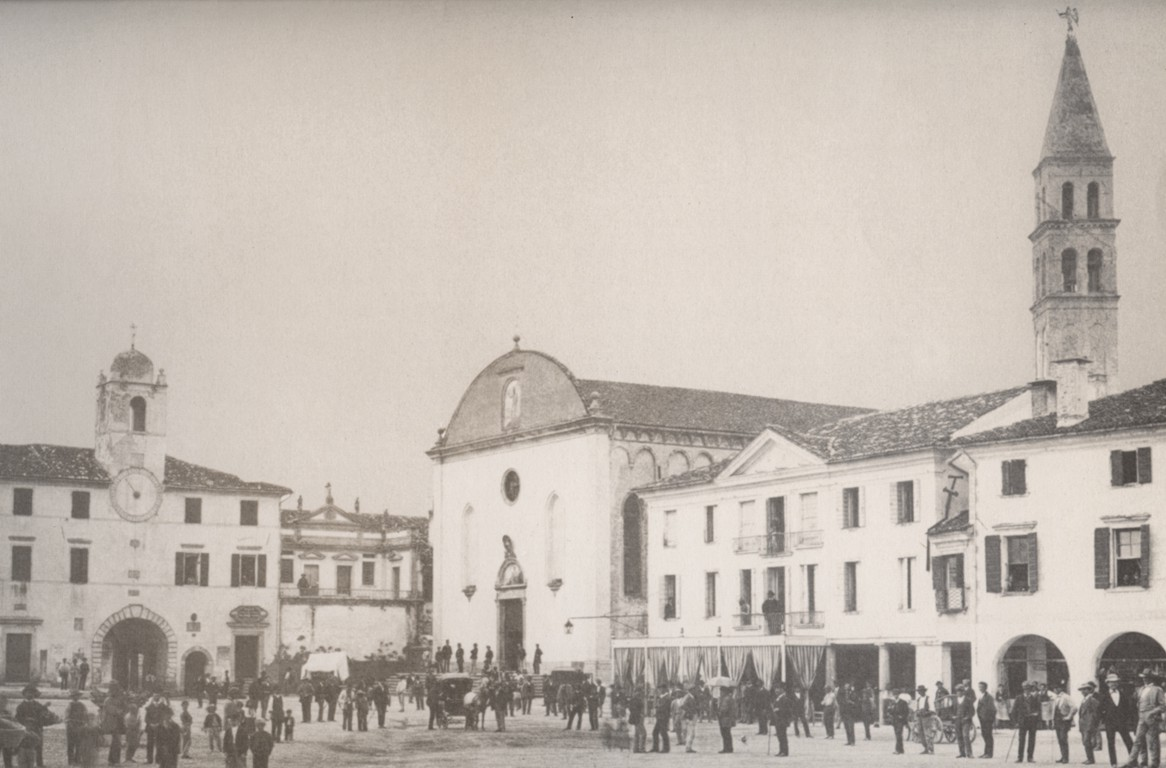
Oderzo, Piazza Grande nel 1870

È in questo periodo che la città inizia a subire le conseguenze del fenomeno dell'emigrazione italiana. Nei decenni successivi un gran numero di opitergini partirà soprattutto verso il Piemonte, il Belgio, il Brasile, l'Argentina, il Canada, l'Australia.
Nel 1889 il vescovo di Ceneda Sigismondo Brandolini Rota, preoccupato per la gioventù della zona, chiama a Oderzo san Leonardo Murialdo, fondatore dei Giuseppini affinché apra un'opera a favore dei giovani. Il 1º ottobre il futuro santo torinese fonda il "Patronato Sacra Famiglia", con ogni probabilità il primo oratorio mai aperto in città. In seguito i Giuseppini fondano un collegio che diventerà una delle scuole private più antiche della zona.
Alla fine del secolo, con Alberto Martini (1876-1954), precursore del surrealismo, a Oderzo inizia una lunga tradizione di pittori che continua ancora ai giorni nostri.

### Dalla prima alla seconda guerra mondiale
Nel 1917, per la vicinanza con le rive del Piave, Oderzo si ritroverà ad essere sul fronte e subirà le pesantissime conseguenze della tristemente famosa ritirata di Caporetto: archivi comunali dispersi, opere d'arte trafugate o danneggiate, edifici distrutti.
In particolare, il 18 agosto 1918 la città, presso il quartiere di Stalla nelle vicinanze del Monticano, fu teatro dell'esecuzione di tre soldati Cecoslovacchi da parte di soldati austriaci, vicenda oggi ricordata in luogo da una lapide commemorativa in bronzo.
Il 16 agosto del 1921 sono ancora una volta i Giuseppini a fondare il "Patronato Turroni", oratorio tuttora esistente. Fedeli al motto "Pregare Imparare Giocare", i Murialdini istituiranno a breve in patronato anche una filodrammatica, la squadra ginnica, la banda, il cinema e il gruppo scouts "Oderzo 1". Subito dopo la guerra in Patronato, passato nel frattempo in gestione alla parrocchia del Duomo di Oderzo, nascerà una squadra di calcio nella quale tireranno i primi calci insieme quattro futuri professionisti: Zigoni, Faloppa, Gregori, Catto.
Nel 1929 il Comune di Oderzo assorbe il territorio comunale della vicina Piavon.
Nello stesso periodo inizia una grande fase di rinnovamento guidata dall'Abate della città, monsignor Domenico Visentin, il quale tra gli anni venti e gli anni cinquanta tra le varie cose restaura il Duomo, fa costruire nuove scuole e un nuovo cinema e perfino una zona residenziale per i migranti opitergini ritornati in patria (l'attuale Quartier Alcide De Gasperi).
A partire dal 1943 con lo scoppio della guerra civile, l'intera zona dell'Opitergino è luogo di aspri scontri tra fascisti e partigiani, con rappresaglie ed episodi di violenza compiuti da entrambe le parti in causa. Queste culminarono con l'impiccagione a Camino di Giovanni Girardini e Bruno Tonello, due studenti universitari antifascisti, il 12 settembre 1944, e la strage di Oderzo del 30 aprile 1945, ovvero l'esecuzione sommaria di 120 persone sospettate di appartenere al Partito Fascista, evento riportato da Giampaolo Pansa nel suo romanzo Il sangue dei vinti del 2003.

### Il secondo dopoguerra
Alla fine della guerra anche qui si sentono a pieno le conseguenze del boom economico degli anni sessanta, che chiude decenni di massiccia emigrazione. Ulteriore spinta all'economia cittadina viene data dal cosiddetto "miracolo del Nord-Est" negli anni ottanta e novanta.
La città è stata governata da giunte della Democrazia Cristiana ininterrottamente dal 1945 fino al 1993, quando in piena Tangentopoli sale al potere una giunta a maggioranza leghista. Alle ultime elezioni politiche (2006) la lista del Carroccio è stata battuta a sorpresa da una lista civica apartitica, che è stata confermata alle elezioni del 2011. Alle successive elezioni del giugno 2016 è tornata al potere la Lega Nord.